# American Psycho (film)
American Psycho – amerykański film fabularny z 2000 roku, nakręcony na podstawie książki American Psycho Breta Eastona Ellisa.

## Obsada
- Christian Bale – Patrick Bateman
- Willem Dafoe – detektyw Donald Kimball
- Jared Leto – Paul Allen
- Josh Lucas – Craig McDermott
- Samantha Mathis – Courtney Rawlinson
- Matt Ross – Luis Carruthers
- William Sage – David Van Patten
- Chloë Sevigny – Jean
- Cara Seymour – Christie
- Justin Theroux – Timothy Bryce
- Reese Witherspoon – Evelyn Williams
- Monika Meier – Daisy
- Bill Sage – David Van Patten
- Ronald Reagan – on sam (niewymieniony w czołówce; zdjęcia archiwalne)
- Leanne Poirier Greenfield – dziewczyna na przyjęciu

## Opis fabuły
Ekranizacja kontrowersyjnej powieści Breta Eastona Ellisa opowiadającej o Patricku Batemanie, bankierze inwestycyjnym, u którego z powodu narastającej życiowej pustki rodzi się żądza mordowania niewinnych ludzi. Film przedstawia historię popełnionych przez niego brutalnych zbrodni.

## Nagrody

### 2000
- Nominacja do nagrody Golden Frog dla Andrzeja Sekuły.
- Nominacja do nagrody Sierra Award podczas Las Vegas Film Critics Society Awards w kategorii najlepszy scenariusz adaptowany.
- Nagroda Special Recognition podczas National Board of Review, USA.
- Nominacja w kategorii "najlepszego filmu" podczas Sitges – Catalonian International Film Festival.

### 2001
- Dwie nagrody Chlotrudis Award (najlepszy scenariusz adaptowany, najlepszy aktor – Christian Bale).
- Nominacja do nagrody Empire Award w kat. najlepszy aktor brytyjski (Christian Bale).
- Nagroda IHG Award podczas International Horror Guild w kat. najlepszy film.
- Dwie nominacje do nagrody ALFS Award podczas London Critics Circle Film Awards (brytyjski aktor roku i reżyser roku).
- Nominacja do nagrody OFCS Award w kat. najlepszy aktor (Christian Bale).

## Odbiór
Przeniesienie na ekran książki Ellisa było zadaniem trudnym, bowiem powieść charakteryzowała się drobiazgowym opisem makabrycznych scen. Według Zygmunta Kałużyńskiego cel ten zrealizowano w udany sposób, częściowo poprzez zastosowanie aluzji. Z drugiej strony, krytyk ten, za zbyt dosłowne uznał ukazanie przyczyny przemiany Batemana, który inspirowany był przez kinematografię (przyzwyczajony jestem, że wszystko dzieje się jak na filmach, wyobrażam sobie zdarzenia w taki sposób, w jaki mogłyby pojawić się na ekranie, z narastającym dźwiękiem dolby-stereo). W ogólnym wyrazie film spłycał dzieło literackie w obszarze paranoicznego sadyzmu, na pierwszy plan wysuwając satyrę na współczesną cywilizację, która niejako w miejsce Batemana, staje się głównym bohaterem obrazu.

## Informacje dodatkowe
- Powstał sequel filmu – American Psycho 2, zrealizowany do dystrybucji wideo.
- Christian Bale i Willem Dafoe we wcześniejszych swoich filmach grali postać Jezusa Chrystusa. Bale zagrał Jezusa w telewizyjnym filmie Maria, matka Jezusa z 1999 roku, a Dafoe w Ostatnim kuszeniu Chrystusa Martina Scorsese (1988).
- W jednej ze scen Bateman ogląda film Teksańska masakra piłą mechaniczną Tobe'a Hoopera.
- Patrick Bateman twierdzi, że "Fore!" – album formacji Huey Lewis and the News – został wydany w 1987 roku. Tak naprawdę ukazał się on we wrześniu 1986 roku.
- Telefon przy łóżku Patricka Batemana, to jeden z modeli firmy Bang & Olufsen, który (pod koniec lat 80.) jeszcze nie istniał.